# Grimpar à collier
Dendrexetastes rufigula
Genre
Espèce
Statut de conservation UICN

 LC  : Préoccupation mineure
Le Grimpar à collier (Dendrexetastes rufigula), aussi appelé grimpar à gorge rousse ou grimpereau à gorge cannelle, est une espèce de passereaux de la famille des Furnariidae, la seule représentante du genre Dendrexetastes.

## Répartition

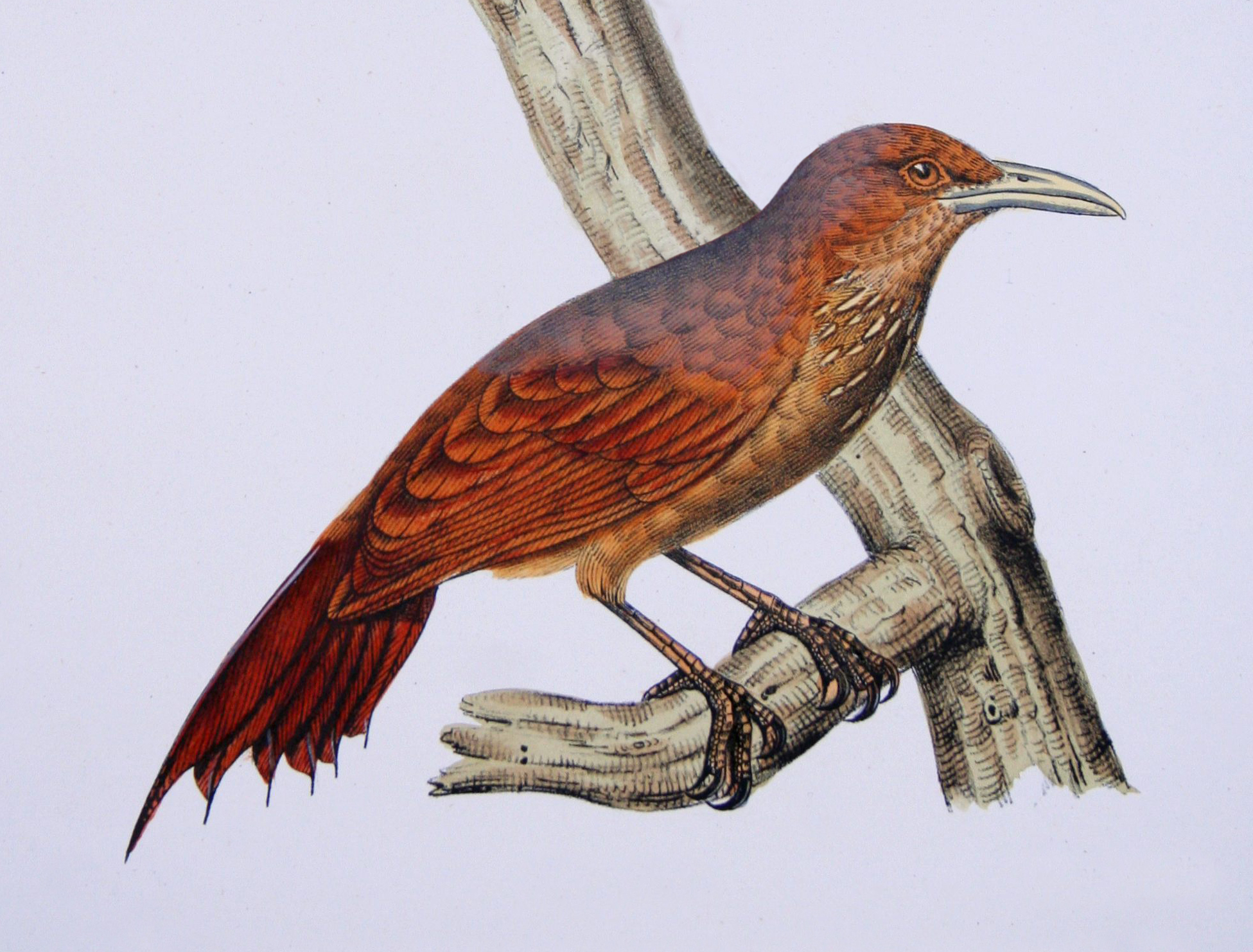
dessin de Francis de Laporte de Castelnau

Son aire s'étend sur l'Amazonie (principalement au sud de l'Amazone) et le plateau des Guyanes.
Ses habitats naturels sont les marécages et les forêts humides des plaines subtropicales ou tropicales.

## Sous-espèces
Cet oiseau est réparti en quatre sous-espèces :
- Dendrexetastes rufigula devillei (Lafresnaye, 1850)
- Dendrexetastes rufigula rufigula  (Lesson, 1844) — plateau des Guyanes
- Dendrexetastes rufigula moniliger Zimmer, 1934
- Dendrexetastes rufigula paraensis J.R. Lorenz, 1895